# Emanuele Filiberto af Savoyen-Aosta
 For alternative betydninger, se Emanuele Filiberto af Savoyen (flertydig). (Se også artikler, som begynder med Emanuele Filiberto af Savoyen)
Emanuele Filiberto af Savoyen (italiensk: Emanuele Filiberto; spansk: Manuel Filiberto) (født 13. januar 1869, død 4. juli 1931) var en italiensk prins og general, der havde titlen Hertug af Aosta. Han var søn af Prins Amadeo af Savoyen, Hertug af Aosta og tilhørte sidelinjen Aosta af Huset Savoyen. Han var også fætter til kong Victor Emanuel 3. af Italien. Han var spansk tronfølger i årene 1870–1873, hvor hans far var konge af Spanien.